# Goran Tocilovac
Goran Tocilovac (Belgrado, Yugoslavia; 27 de agosto de 1955) es un escritor de origen serbio-montenegrino, naturalizado francés y peruano, autor de novelas negras y cuentos.

## Biografía
Hijo de Negoslav Tocilovac, diplomático yugoslavo, y de Zagorka Vucetic, nacida en Montenegro. Por la carrera de su padre, le tocó vivir su juventud en Nueva York, Buenos Aires y en Lima.
Reside en París desde el año 1977.

## Preparación académica
- Licenciado en Literaturas Hispánicas en la Universidad Nacional Mayor de San Marcos, Lima, 1972-1976.
- Doctor en Literatura Ibero-americana, título obtenido en la Universidad de la Sorbona Nueva, en París, 1977-1981. Se graduó habiendo presentado una tesis sobre Los siete locos de Roberto Arlt.

## Obras literarias
Las tres obras que a continuación se mencionan fueron traducidas al francés y publicadas por la editorial L’Age d’Homme en París. Sus títulos en dicho idioma son:
- Le temps peut-être, publicada en 1991, ISBN 2-8251-0175-3
- De la désolation, publicada en 1993, ISBN 2-8251-0368-3.
- Une nuit non, publicada en 1998, ISBN 2-8251-0848-0

Las mismas novelas fueron editadas en Lima en su versión original en castellano por la editorial Peisa en el año 1996, en un solo volumen bajo el título Trilogía parisina. Esta obra, revisada y corregida por Goran Tocilovac fue posteriormente publicada en el año 2007 en Madrid por la editorial 451 editores (ISBN 978-84-96822-07-8). Los títulos originales de las mismas son:
- Puede ser el tiempo, novela.
- Una noche no, novela.
- De la desolación, novela.

Siguientes obras literarias
- Cuerpo y olvido, novela
- El punto exacto, novela

Estas obras fueron publicadas en el año 2001 en Lima por la Editorial San Marcos dentro de un volumen que reúne toda su producción novelística editada hasta ese momento, incluyendo las tres primeras. El compendio se titula Extraña comedia.
- Una caricia y castigo, novela. Publicada en Lima en 2013. ISBN 978-612-4192-21-0.[2]

Cuentos
- Ciega justicia, publicado en el libro Casa Ciega 7 por la editorial EDAF, en Madrid, el año 2005 (ISBN 84-414-1647-8)
- Las Bacantes, publicado en el libro Tragedias griegas, impreso por 451 editores, en Madrid, el año 2007 (ISBN 978-84-96822-13-9)
- Belleza inmóvil, en el libro Lima/Lisbonne panorama bilingüe, publicado por la editorial MEET, Saint-Nazaire, Francia, en noviembre de 2017 (ISBN 979-10-95145-10-3)[3]

## Artículos relevantes
- "Cuando entonces: aparece Magda y Onetti existe"[4]